# M/F Bitten Clausen
 Der er for få eller ingen kildehenvisninger i denne artikel, hvilket er et problem. Du kan hjælpe ved at angive troværdige kilder til de påstande, som fremføres i artiklen.

M/F Bitten Clausen er en bilfærge der besejler ruten Hardeshøj på Als og Ballebro i Jylland . Den er ejet af Hardeshøj-Ballebro Færgefart og
opkaldt efter Mads Clausens enke Bitten Clausen. (Mads Clausen grundlagde Danfoss, og har stor betydning for udviklingen i området)
Den blev indsat i 2001 som erstatning for de gamle færger M/F Jacobine og M/F Jacob.
Færgen er ens i begge ender og er udrustet med to uafhængige maskinrum, der kan fremdrive færgen hver sin vej. Færgen har kapacitet til 147 passagerer og op til 30 personbiler. Færgen kan også transportere lastbiler på op til 55 ton med en maksimal højde på 4,6 meter på bekostningen af antallet af personbiler. Færgens længde overalt er 55 meter, bredden 14 meter og den maksimale dybgang er 2,35 meter.

## Færgerutens historie
Færgeruten er kendt helt tilbage til 1683, måske endnu tidligere. Omkring 1720 havde færgemanden to store til vogne og heste og en lille til at transportere passagerer over i.
Den 7. august 1945 købte I/S Hardeshøj-Ballebro færgefart "Kathrine". Der var plads til 22 passagerer med cykler og en smule gods, men ingen biler. Færgen blev dog ikke indsat før d 15. maj 1948. Samme år fik færgefarten bevilling og der blev nu sejlet efter sejlplan hele året. Der blev endvidere indsat endnu en færge som kunne rumme 10 passagerer.
Den 18. november 1958 blev personfærgen "Kirsten" med plads til 89 passagerer indsat.
Den 14. august 1959 blev bilfærgen M/F Jacob Nordals indsat og blev den 23. juni 1961 suppleret med M/F Jacobine.